# Ligne à grande vitesse de Taïwan
 (mai 2024).
La ligne à grande vitesse de Taïwan (chinois : 臺灣高速鐵路, THSR, 臺灣高鐵) est une ligne à grande vitesse en service le long de la côte ouest de Taïwan. S’étalant sur 345 kilomètres de Taipei (capitale) à Kaohsiung, elle est entrée en service le 5 janvier 2007. La construction de la ligne a coûté 15 milliards de dollars américains.
Les trains à grande vitesse qui circulent sur la ligne sont issus de la technologie japonaise du Shinkansen. Ils sont construits par l’entreprise japonaise Kawasaki Heavy Industries. Atteignant 300 km/h, ils peuvent théoriquement relier Taipei à Kaoshiung en 90 minutes, contre 4 h 50 min pour les trains circulant sur le réseau ferroviaire traditionnel, même si la durée réelle du trajet est d’environ 2 heures en comptant les arrêts aux différentes stations sur la ligne.

## Contexte historique et politique
Il est important de connaître le contexte historique et politique pour comprendre son impact sur le projet Taiwan HSR.
En 1949, à la suite de la guerre civile chinoise où le parti du Kuomintang et le parti communiste chinois s'affrontent, 2 millions de chinois du KMT se réfugient à Taiwan et y forme un gouvernement temporaire. Celui-ci poursuit la revendication de la république de Chine (ROC) comme le gouvernement légitime de toute la Chine. Ce sont des militaires, des intellectuels et des familles qui arrivent à Taiwan en plusieurs vagues de 1949 à 1950 et représentent un quart de la population de l'île. 
Le gouvernement temporaire du KMT a exercé le pouvoir sur Taïwan pendant plusieurs décennies (1949-1980). Pendant cette période, il maintient une administration autoritaire, imposant la loi martiale et réprimant toute opposition politique. Cependant, il entreprend également des réformes économiques et modernise l'île, ce qui contribue à son développement économique rapide. 
Le premier parti d'opposition, le Parti démocrate progressiste (Minjindang) est créé en 1986. En 1996, Lee Teng-hui (Chinese: 李登輝; 15 Janvier 1923 – 30 Juillet 2020)  organise la première élection présidentielle au suffrage universel direct, qu'il remporte largement. Taiwan devient une démocratie. Le président Lee Teng-hui , partisan de l’indépendance taïwanaise, souligne l’importance de la consolidation des relations avec les Etats Unis et le Japon, selon lui essentielle pour faire face à la menace que constitue la RPC (république populaire de Chine).
Le projet du HSR de Taiwan témoigne de l'importance cruciale de l'histoire dans sa réalisation. En évoquant le contexte historique complexe, notamment la transition démocratique de Taiwan à partir des années 1980, cette partie met en lumière comment ces événements ont influencé les décisions politiques et économiques entourant le développement du HSR.

### Les débuts du projet Taiwan HSR
Les débuts du projet Taiwan HSR se font par une longue période d'études et comparaisons des technologies des trains à grande vitesse existantes. Jusqu’en 1990, Tong Ping (童平) occupe le post de directeur général des chemins de fer de Taiwan. De 1974 aux années 1980, il mène, avec d’autres directeurs, une étude à l’origine du projet Super Railway. Des technologies de trains à haute vitesse sont analysées à travers 13 rapports de recherche et planification qui sont soumis au gouvernement provincial. Ces derniers mettent en avant la modernité du TGV français et le lancement imminent de l’ICE allemand. Grâce à sa rentabilité et son bon transport de passagers, Shinkansen devient tout de même la référence principale pour les décisions prises concernant le Super Railway. 
Le rapport initial de l’équipe du Super Railway indiquait 23 spécifications d’ingénierie pour le chemin de fer envisagé. Il inclut trois principaux sous-systèmes: le matériel roulant, la conception des voies et l’alimentation électrique. Ces spécifications découlent de la comparaison des conceptions du chemin de fer classique taiwanais et de Shinkansen. Ils posent alors les bases du futur projet Taiwan HSR.

### Passage au projet Taiwan HSR (1987)
En 1987, le gouvernement central décide de prendre en charge la direction du projet ferroviaire de Taiwan. Le gouvernement provincial n’est officiellement plus responsable de sa supervision. Le projet Super Railway est remplacé par le projet Taiwan HSR (High Speed Railway). Ce changement met en avant la priorité accordée au développement de Taiwan au détriment du projet de réunification à la RPC par le Kuomintang (KMT). Cette transition marque la fin de la loi martiale et le début d’une nouvelle orientation politique plus démocratique à Taiwan.
De 1987 à 1990: le ministère des transports est chargé du projet Taiwan HSR. Sa  mission est d’aider le Yuan Exécutif -la branche administrative principale parmi les cinq organes du gouvernement Yuan de Taiwan- à étudier la faisabilité du HSR de Taiwan. Le ministère des Transports confie alors l’étude à la société de conseil américano-allemande Am-DEC. L’étude implique également des consultants japonais et français afin de garantir une diversité d’expertise. Le coût de l’étude s’élève à 90 millions de NTD (3.35 millions USD): 70 millions de NTD sont fournis par le Fonds Chine-Etats-Unis et 20 millions de NTD par les Chemins de fer de Taiwan. En 1990,le rapport de faisabilité est soumis au Yuan exécutif: la poursuite de la construction du train est possible et le ministère des Transports est autorisé à établir le Bureau HSR. 
En 1990, Tong Ping (童平) devient le premier directeur général du Bureau HSR fondé cette même année. Il évoque dès le début du projet Taiwan HSR l’idée de combiner plusieurs technologies de trains à grande vitesse (TGV, ICE, Shinkansen) dans le but d’aboutir au meilleur système mondial. Le Bureau HSR fait concourir trois cabinets d’ingénierie de TGV pour la planification générale du projet: JART-HSR du Japon, SOFRERAIL de France et DEC d’Allemagne. Le Bureau HSR exige que le vainqueur recrute 30% de personnel parmi six entreprises taïwanaises et deux étrangères. SOFRERAIL remporte le contrat et collabore avec des ingénieurs taïwanais, japonais et allemands.

### Privatisation
En 1993, le gouvernement fait face à des problèmes financiers, ce qui empêche la progression de la construction pour plusieurs années. Un total de 426,6 milliards NTD (13,65 milliards USD) est initialement prévu pour construire le Taiwan HSR. Néanmoins, un emprunt de 138.2 milliards NTD (4,42 milliards USD) supplémentaire est nécessaire. Ce grand coût mène à un conflit entre l’administration et le corps législatif. La décision est alors prise de privatiser le projet Taïwan HSR. Cette décision est vue comme un résultat positif du processus de démocratisation. 
Le travail du Bureau sur le Taïwan HSR souligne son intention de pouvoir accommoder différents modèles de train à grande vitesse sur le chemin de fer. Le Bureau du HSR sous le MOT (Ministère des transports), fait un appel d’offres pour le projet d’investissement privé en octobre 1996. Deux entreprises sont en concurrence : China Development et THSRC. Le gagnant deviendrait l’image du projet Taiwan HSR. Celles-ci sont fortement impliquées politiquement. Le choix du nom de China Development’s pour la représentation du projet et sa forte connection avec le parti KMT montre son identité chinoise. Au contraire, chez THSRC, où le premier mot de son nom est “Taiwan”, la cheffe d’entreprise, née à Taiwan, est pro-indépendance, ce qui laisse penser que l’entreprise est d’identité taïwanaise. THSRC propose au gouvernement un contrat plus attractif financièrement que China Development’s et promet la fin des travaux deux ans plus tôt que la date estimée initialement; celle-ci serait donc prévu pour Juillet 2003. Le Comité choisit donc l’offre du THSRC. L’opinion publique taïwanaise réagit positivement à cette décision, saluant les économies générées par les appels d’offres sur le marché, ainsi que le coup porté au parti KMT.
Le Bureau HSR autorise le THSRC à choisir le système central du train, selon la politique de privatisation. Le THSRC opte d’abord pour le système central du TGV français combinées à certaines technologies du ICE allemand. Malgré sa collaboration avec la société d'ingénierie Eurotrain durant la période de soumission, aucun contrat n’a été signé. En 2000, le THSRC signe finalement un contrat de système central avec la Taiwan Shinkansen Corporation japonaise au lieu de Eurotrain. Le système Shinkansen coûte environ 95 milliards de NTD (3.04 milliards USD) au THSRC. Le THSRC est contraint par la Chambre de commerce internationale de verser une compensation de 65 millions de USD en 2004 à Eurotrain.

### Ouverture
La construction démarre en 2000 et les premiers essais en 2005. Les premières gares ouvrent leurs portes en 2007 et le nouveau train entre en service.
Bien qu’apportant un réel avantage, le THSR subit diverses critiques, principalement son coût élevé et une qualité de fabrication défaillante. Il est vrai que trois trains à grande vitesse avaient déraillé lors des essais en octobre 2006. En revanche, le gain de temps est indiscutable, il est bien moins polluant que la voiture, il a permis de limiter le trafic aérien intérieur ainsi que de réduire le trafic routier,. Douze stations sont en service (au 6 février 2021) mais Kaohsiung, la treizième, ne fait désormais plus partie du projet initial de desserte par le THSR (lire plus bas).

## Aspect technique

### Design civil
La diversité et les influences intra et internationales ont permis le développement de l’ingénierie à Taiwan.  L’hybridation des systèmes s’est concrétisée dans les infrastructures de la ligne à haute vitesse.
Jusqu'à la privatisation de 1996, le Bureau HSR est chargé de la détermination des spécifications techniques du HSR. Le Bureau maintient sa politique initiale d'hybridation pour intégrer les avantages des différentes technologies de train à haute vitesse (infrastructures, signaux, matériel roulant, communication…). Le Bureau met l'accent particulièrement sur la conception des travaux de génie civil pour le Taiwan HSR, y compris son itinéraire, la structure des viaducs, les ponts, tunnels et stations. Ce choix semble justifié car l’estimation du budget de la structure civile représente la majorité des dépenses. Cependant, l’objectif est plutôt d’assurer la compatibilité des infrastructures avec les différents systèmes de matériels roulants possibles (TGV, ICE et Shinkansen). Ainsi, les sous-systèmes sont interchangeables et le système principal du Taiwan HSR pourrait pleinement intégrer les technologies du Japon, de la France et de l'Allemagne.

### Développement de l’ingénierie à Taiwan
Avant les années 1990, les ingénieurs officiels de Taiwan disposent d’une autorité limitée dans la gestion de leurs projets. Leur manque de familiarité et d'expérience dans ce domaine spécifique établit une collaboration étroite entre les ingénieurs taiwanais et des ingénieurs experts étrangers notamment de France, Allemagne et Japon. Le projet HSR Taiwan est pour eux une opportunité d’apprendre à adapter des systèmes étrangers au contexte local. Après le départ des ingénieurs occidentaux et japonais, ils sont aptes à résoudre les problèmes d'ingénierie de façon indépendante. 
Cependant, la collaboration peut mener à des conflits. La différence culturelle des ingénieurs se manifeste à travers des centres de préoccupations divergents. Par exemple, pour les ingénieurs japonais l’idée d’un système de prévention contre l’endormissement suggérée par les ingénieurs français du conducteur semble inutile.

### Infrastructures
Malgré l’hybridation des systèmes, les spécifications techniques des rails sont plus proches de celles des systèmes européens : des courbes plus longues et plus souples. En effet, la direction du projet craint une réduction de l’efficacité des TGV et ICE s’ils circulent sur les voies du shinkansen dont les courbes sont plus fortes et abruptes. 
Les tunnels sont également plus larges afin de réduire le boom supersonique créé à leur extrémité lorsque le train y entre. Ceci est dû à l’effet piston : la compression de l’air qui se déplace le long du tunnel et génère des ondes de choc qui, à la sortie, sont perçues comme celles du bang supersonique.

### Matériels roulants
À la suite de la décision du THSRC, les trains qui circulent sur la ligne sont des Taiwan High Speed 700T. Ils sont fabriqués par un consortium d'entreprises japonaises sur la base des Shinkansen série 700 circulant au japon. Ils circulent à la vitesse maximale de 300 km/h. Il existe deux types de compartiment : Économique (standard) et Affaires, avec pour ce dernier des sièges plus larges, des systèmes de divertissements audio et une prise de courant à chaque siège permettant de brancher divers appareils : lecteur de musique, ordinateur portable, etc. Dans toutes les classes, les sièges, fixés par trois, pivotent afin de voyager dans le sens de la marche. La rotation des sièges et le vidage des voitures (retrait des objets oubliés et des déchets restants) sont effectués à chaque terminus, avant que le train ne reparte dans l'autre sens.

### Système de sécurité THSRC
La situation géographique de Taiwan est à l’origine de multiples catastrophes naturelles fréquentes : séismes, fortes pluies, vents violents, glissements de terrain. Afin de garantir la sécurité des passagers et des trains face aux urgences, THSRC a créé le système de contrôle automatique des trains (ATC). L'ATC surveille en permanence la position des trains et les conditions environnementales, ajustant la vitesse en conséquence pour éviter les collisions et assurer la sécurité des passagers. En cas de dépassement de la vitesse autorisée, l'ATC déclenche automatiquement le freinage. Le système de détection des catastrophes (DWS) surveille les tremblements de terre, les vents violents, les glissements de terrain, etc. Il envoie alors des alertes immédiates aux trains et au centre de contrôle. Des dispositifs de vigilance sont également en place pour réagir en cas d'incapacité du conducteur. La sécurité étant la priorité absolue, des mesures préventives sont prises, telles que la sensibilisation des riverains aux dangers potentiels et la mise en place de procédures en cas de rencontre avec des animaux sur la voie ferrée.

## Le projet HSR de Taiwan et la transformation de l’État Taiwanais (1980-1990)
La mise en place du Taïwan HSR reflète le contexte politique de Taiwan à la fin du XXe siècle. Les ressources importantes mobilisées par l’Etat taïwanais témoignent de l’impact politique du projet. Il contribue à une avancée de la démocratisation et de l'indigénisation du pays.
Le projet de train à grande vitesse de Taiwan joue un rôle important dans la formation de l’Etat dans les années 1980-1990. On assiste à une démocratisation et une indigénisation. La démocratisation demande à l'État de représenter les habitants de Taiwan; l’indigénisation implique une nouvelle définition de l’identité politique de l'État. 
A l’échelle de taiwan, un conflit interne se produit entre l’identité chinoise et taïwanaise à l'arrivée du KMT en 1949. Cette rivalité est reflétée dans le projet Taïwan HSR. Les partisans de ces identités concurrentes ont trouvé des moyens d’utiliser ce projet technologique pour faire progresser leurs visions respectives. Le KMT, partisan de l’identité chinoise, perçoit ce projet révolutionnaire d’un point de vue technologique comme symbole de la disparité entre une république de Chine prospère et développée à Taiwan et une RPC pauvre et arriérée sur le continent. Les partisans de l’identité taïwanaise, considèrent ce projet comme véhicule d’une identité nationale indépendante de tout régime chinois.

## Circulations
En service de 6 heures du matin à minuit, tous les trains s’arrêtent à Taipei, Banqiao et à la gare de Taichung, mais d’autres trains desservent les autres stations.
- Trains numérotés 1xx, 2xx : Taipei à Zuoying, arrêts à Banqiao et Taichung seulement.
- Trains numérotés 3xx : Taipei à Zuoying, arrêts à Banqiao, Taichung, Chiayi et Tainan.
- Trains numérotés 5xx : Taipei à Taichung et Taichung à Zuoying, s’arrêtent à toutes les stations intermédiaires.
- Trains numérotés 6xx, 7xx : Taipei à Zuoying, s’arrêtent à toutes les stations.

## Gares
- Gare de Nangang (zh) (南港車站) : souterraine, située, dans le district de Nangang, à Taipei ;
- Gare centrale de Taipei : souterraine, située en centre-ville, partage la gare avec le réseau ferré classique et le métro de Taipei ;
- Gare de Banqiao (zh) (板橋車站) : À Banqiao : souterraine, partage de la gare avec le réseau ferré classique et le métro de Taipei ;
- Taoyuan (桃園), Gare de Taoyuan (zh) (桃園車站) : souterraine, située à Zhongli, dans le Comté de Taoyuan, près de l’aéroport international Taiwan-Taoyuan. Une correspondance avec le MRT permet de se rendre à l'aéroport.
- gare HSR de Hsinchu (en) (新竹), (新竹車站) : sur viaduc, située à Liujia, Zhubei (en), près du parc scientifique de Hsinchu
- Miaoli (苗栗) : sur viaduc
- Taichung (臺中), gare de Xin Wuri (新烏日車站), également appelé Gare HSR de Taizhong 高鐵台中站 : sur viaduc, située dans le district de Wuri, correspondance avec la ligne, menant notamment à la gare de Taichung (zh) (臺中車站), dans le centre-ville.
- Changhua (彰化) : Sur viaduc
- Yunlin (雲林), gare HSR de Yunlin (zh) (高鐵雲林站) : sur viaduc
- Chiayi (嘉義) : sur viaduc
- Tainan (臺南) : sur viaduc, située à Guiren, la ligne MRT mitoyenne dans la station, mène à la gare de Tainan (zh) (臺南車站/台南車站), dans le centre-ville.
- Zuoying (左營), gare HSR de Zuoying (zh) (高鐵左營站) : en surface (niveau du sol), dans le district de Zuoying, partie nord de Kaohsiung, correspondance dans la gare avec le métro de Kaohsiung, menant à la gare de Kaohsiung.
- Kaohsiung : gare reconstruite mais l'extension avec la desserte de celle-ci par le THSR est abandonnée au profit d'un autre projet finalement prévu dans un autre secteur de l'aire urbaine[7].